# Lissac (Ariège)
Lissac es una comuna francesa situada en el departamento de Ariège, en la región de Occitania.

## Demografía
| 214 | 187 | 199 | 136 | 164 | 176 | 245 |
| Para los censos de 1962 a 1999 la población legal corresponde a la población sin duplicidades (Fuente: INSEE [Consultar]) |     |     |     |     |     |     |